# Gold Coast Titans
Gold Coast Titans es un equipo profesional de rugby league de Australia con representando a la ciudad de Gold Coast.
Participa anualmente en la National Rugby League, la principal competición de la disciplina en el país.
El equipo hace como local en el Robina Stadium, con una capacidad de 27.400 espectadores.

## Historia
El club fue fundado en 2007, representando a la ciudad de Gold Coast luego de 9 años de la desaparición de los Gold Coast Chargers.
El equipo participó por primera vez en la liga en la temporada 2007 finalizando en la 12° posición.
Durante su existencia no se ha coronado campeón de la NRL, su mejor participación fue el tercer puesto en la temporada regular en la temporada 2009.